# سوق أخضر

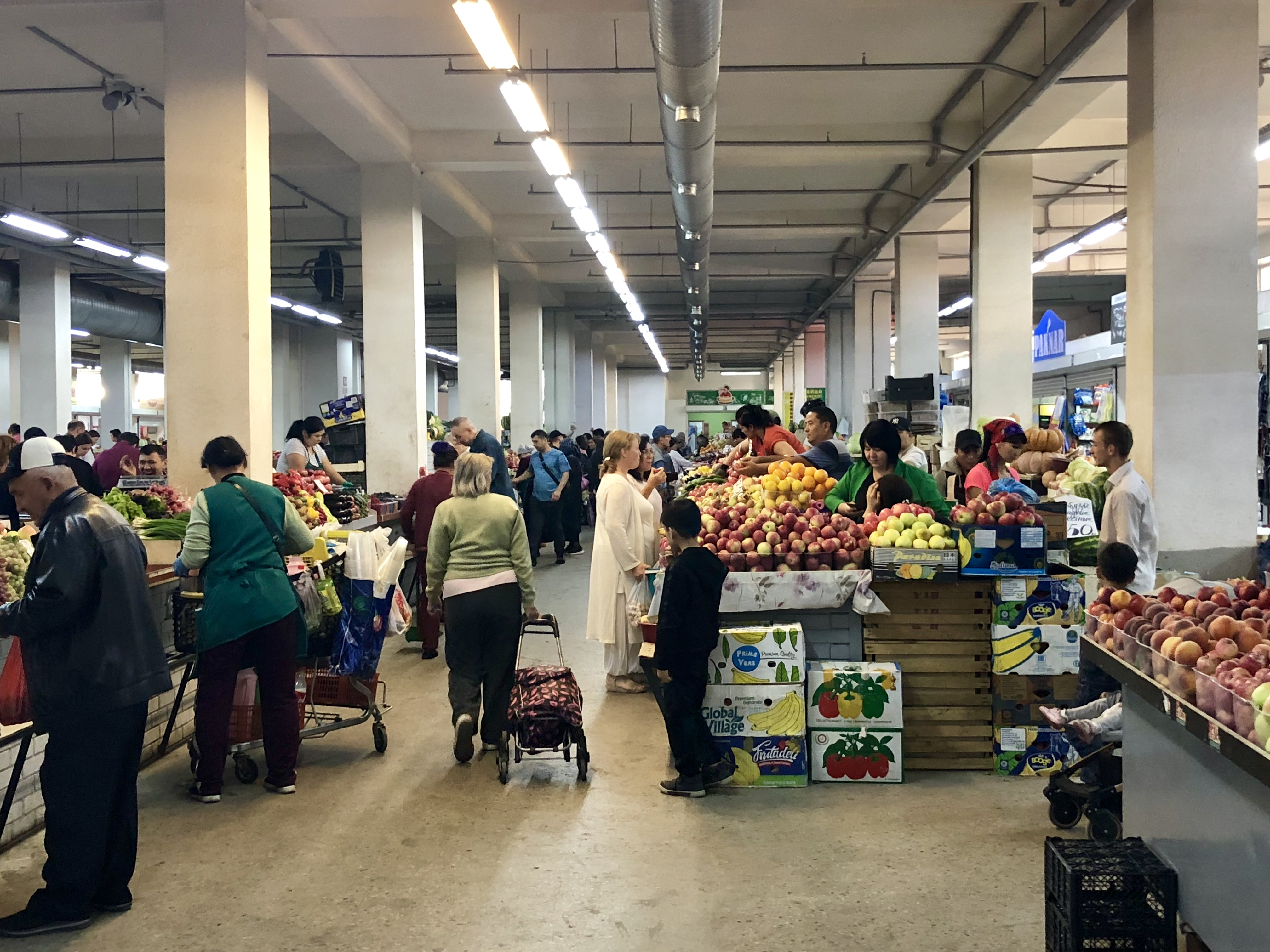

السوق الأخضر هو تسويق المنتجات المجددة، والمستخدمة، التي تم إصلاحها، والمعاد تدويرها، المتوقفة أو الجديدة في حالة ملائمة للعمل. ويتم بيع تلك المنتجات عن طريق السماسرة والموزعين، وليس عن طريق المصنِّعالأصلي. وتعد هذه السلع مناسبة لإعادة البيع للعملاء كبديل أقل تكلفة من شراء المنتجات الجديدة من قنوات التسويق القياسية مثل متاجر البيع بالتجزئة.

## تاريخ المصطلح
في أواخر الثمانينيات وأوائل التسعينيات، وصف مصنعو معدات الحواسيب، الاتصالات، والشبكات سوق إعادة البيع «بالسوق الرمادي». وكان هدفهم هو تخويف العملاء من شراء المنتجات المزيفة أو المسروقة[بحاجة لمصدر] ، السلع غير المركدة حالة عملها أو بضمان مشكوك فيه. الخوف من «السوق الرمادية» يضمن للشركات المصنعة قيام العملاء بالشراء منهم مباشرةً وشراء منتجات جديدة بدلاً من إصلاح القديم منها.
ومن المفارقات أن السوق الأخضر/الرمادي ضروري للحفاظ على النظم الحالية التي هي في حاجة إلى قطع الغيار التي لم تعد تُصنع أو توقف مصنعوها عن العمل.

## فوائد هذا السوق

### من الناحية البيئية
اتضح أن الآثار السلبية للإنتاج المفرط للمنتجات الإلكترونية الجديدة، والتخلص من المعدات الموجودة بدلاً من إصلاحها، خطيرة بيئيًا. شراء منتجات السوق الأخضر لإصلاح الأنظمة الحالية ليس فعالاً جدًا فقط من حيث التكلفة، ولكنه مفيد للبيئة أكثر من استبدال الأنظمة بمعدات جديدة.

### المواد الخام
تتكون المعدات الإلكترونية من العديد من المواد الثمينة بما في ذلك الزجاج عالي التكرير، والذهب، والألومنيوم، والفضة، والبوليمرات، والنحاس، والنحاس الأصفر. ولدى شركات إعادة التدوير الإلكترونية القدرة على تخزين هذه المواد، وتفكيكها، وفصلها، ونقلها لشركات قطاع الصناعات التحويلية التي ستقوم بشرائها وإعادة استخدامها. وإلا، فسينتهي بها الأمر في نهاية المطاف في مدافن النفايات الملوثة للتربة والمياه مع المواد الكيميائية الخطرة والنفايات غير القابلة للتحلل.
ويقوم الموزعون الذين يتحلون بالمعرفة والقدرة على إعادة تسويق تلك المنتجات بصورة صحيحة عن طريق السوق الأخضر بشراء العديد من المنتجات المستعملة. وغالبًا ما يتم بيعها عن طريق الأسواق المتوفرة على شبكة الإنترنت.